# 마크 코일
마크 코일(Mark Colye)은 오아시스와의 작업으로 잘 알려진 영국의 프로듀서이다. 그는 1980년대부터 오랫동안 스톤 로지스와 해피 먼데이스등과 같은 밴드를 포함한 맨체스터출신 음악가들과 함께 음향 기술자로서 활동해 왔다. 그는 영국의 록밴드 오아시스의 멤버 노엘 갤러거의 오랜 친구로, 1980년대 후반 노엘 갤러거가 인스파이럴 카페츠의 로디로서 일할 때 처음 만났다. 그와 갤러거는 이 시기 같이 댄스 음악을 만들곤 했다. 갤러거가 그의 동생의 밴드 오아시스에 가입했을 때, 1995년까지 코일은 음향 기술자로서 참여했다. 그는 또한 〈Married with Children〉의 데모를 포함한 오아시스의 데뷔 앨범 《Definitely Maybe》의 대다수의 곡을 맡았는데, 이 작업은 주로 코일의 침실에서 녹음되곤 했다. 그는 청각의 문제로 그들과의 작업을 그만두었다.